# جوليانو مينيرو
جوليانو مينيرو (بالبرتغالية: Juliano Mineiro Fernandes‏) (14 فبراير 1986 في ريو دي جانيرو في البرازيل – )؛ هو لاعب كرة قدم كان يلعب كلاعب وسط.

## وصلات خارجية
- جوليانو مينيرو على موقع رابطة كرة القدم اليابانية للمحترفين (اليابانية)
- جوليانو مينيرو على موقع قاعدة بيانات كرة القدم.إي يو (الإنجليزية)
- جوليانو مينيرو على موقع Soccerway.com (الإنجليزية)
- جوليانو مينيرو على موقع عالم كرة القدم.نت (الإنجليزية)